# José María Urquinaona
José María de Urquinaona y Bidot (Cádiz, 4 de septiembre de 1814-Barcelona, 31 de marzo de 1883) fue un eclesiástico español. Nombrado obispo de la diócesis de Canarias en 1868, ocupó el obispado de Barcelona desde 1878 hasta su muerte en 1883.

## Biografía
Formado en el seminario de Cádiz, fue ordenado sacerdote en 1837, de la mano del obispo Domingo de Silos Moreno. Obispo de la diócesis de Canarias en 1868, en 1878 fue nombrado obispo de Barcelona, cargo que ocupó hasta su muerte. Construyó el nuevo seminario de Barcelona (1879), que dotó del Museo de Geología y la Academia Filosófico-científica de Santo Tomás de Aquino. Se le concedió, por Decreto de 10 de febrero de 1879, la Gran Cruz de la Real Orden de Isabel la Católica.
Por las fiestas del Milenio de Montserrat (1880) consiguió de León XIII la proclamación del patronazgo de la Virgen de Montserrat para Cataluña, así como la Coronación de la Virgen. Desempeñó diversos cargos eclesiásticos y asistió al Concilio Vaticano I como secretario de los obispos españoles. Elegido senador en representación de la provincia eclesiástica de Tarragona (1879), defendió en Madrid los intereses proteccionistas de la industria catalana (1882), por lo que fue recibido como un héroe. A su muerte fue sepultado en la Basílica de la Merced, y el municipio dio su nombre a una de las plazas más céntricas de Barcelona.
| Predecesor: Joaquín Lluch y Garriga | Obispo de la Diócesis de Canarias 1868-1878 | Sucesor: José Proceso Pozuelo y Herrero |
| Predecesor: Joaquín Lluch y Garriga | Obispo de Barcelona 1878-1883               | Sucesor: Jaime Catalá y Albosa          |